# Stebnícka Huta
Stebnícka Huta je obec na Slovensku v okrese Bardejov ležící na polských hranicích. Žije zde 204 obyvatel., první písemná zmínka pochází z roku 1600. Nachází se zde římskokatolický kostel Jména Panny Marie z roku 1853. Zdejší sklářská huť ukončila provoz v roce 1856.